# Бенні Маккарті
Бенні Маккарті (англ. Benni McCarthy, нар. 12 листопада 1977, Кейптаун) — південноафриканський футболіст, нападник, в минулому гравець збірної ПАР. Наразі — головний тренер збірної Кенії.

## Клубна кар'єра
У дорослому футболі дебютував 1995 року виступами за команду клубу «Севен Старс», в якій провів два сезони, взявши участь у 56 матчах чемпіонату.
Своєю грою за цю команду привернув увагу представників тренерського штабу клубу «Аякс», до складу якого приєднався 1997 року. Відіграв за команду з Амстердама наступні два сезони своєї ігрової кар'єри. У складі «Аякса» був одним з головних бомбардирів команди, маючи середню результативність на рівні 0,56 голу за гру першості. За цей час виборов титул чемпіона Нідерландів.
Згодом з 1999 по 2003 рік грав у складі команд клубів «Сельта Віго» і «Порту» (на правах оренди). Протягом цих років додав до переліку своїх трофеїв титул володаря Кубка Інтертото.
2003 року повернувся до клубу «Порту». Цього разу провів у складі його команди три сезони. Більшість часу, проведеного у складі «Порту», був основним гравцем атакувальної ланки команди. В новому клубі був серед найкращих голеодорів, відзначаючись забитим голом в середньому щонайменше у кожній третій грі чемпіонату. За цей час додав до переліку своїх трофеїв два титули чемпіона Португалії, ставав переможцем Ліги чемпіонів УЄФА, володарем Міжконтинентального кубка.
З 2006 року чотири сезони захищав кольори команди клубу «Блекберн Роверз». Граючи у складі «Блекберн Роверз» також здебільшого виходив на поле в основному складі команди. І в цій команді продовжував регулярно забивати, в середньому 0,34 рази за кожен матч чемпіонату.
Протягом 2010–2011 років захищав кольори команди клубу «Вест Гем Юнайтед».
До складу клубу «Орландо Пайретс» приєднався 2011 року. За команду з передмістя Йоганнесбурга встиг відіграти 24 матчі в національному чемпіонаті. 6 червня 2013 року оголосив про завершення своєї футбольної кар'єри.

## Виступи за збірну
1997 року дебютував в офіційних матчах у складі національної збірної ПАР. У формі головної команди країни провів 79 матчів, забивши 31 гол.
У складі збірної був учасником Кубка африканських націй 1998 року у Буркіна-Фасо, де разом з командою здобув «срібло», чемпіонату світу 1998 року у Франції, Кубка африканських націй 2002 року у Малі, чемпіонату світу 2002 року в Японії і Південній Кореї, Кубка африканських націй 2006 року в Єгипті.

## Титули і досягнення

### Командні
- Чемпіон Нідерландів (1):

«Аякс»: 1997-98
- Володар Кубка Нідерландів (2):

«Аякс»: 1997-98, 1998-99
- Чемпіон Португалії (2):

«Порту»: 2003-04, 2005-06
- Володар Кубка Португалії (1):

«Порту»: 2005-06
- Володар Суперкубка Португалії (2):

«Порту»: 2003, 2004
- Володар Кубка Інтертото (1):

«Сельта»: 2000
- Переможець Ліги чемпіонів УЄФА (1):

«Порту»: 2003-04
- Володар Міжконтинентального кубка (1):

«Порту»: 2004
- Срібний призер Кубка африканських націй: 1998

### Особисті
Найкращий бомбардир Кубку африканських націй (1998)
Найкращий бомбардир Чемпіонату Португалії (2003-04)